# 弗林效应
弗林效应（英語：Flynn effect）指智商测试的结果逐年增加的现象。
弗林效应是以詹姆斯·弗林命名的。最早提出這現象的人是理查德·林恩。在1982年的一期《自然》內，他提出美國人智力測驗的成績越來越好。弗林在1984年和1987年指出，這個現象具長期性、明顯、在不少發達國家也有。但據挪威研究人員的研究，從1975年出生的挪威男子，IQ得分下降。

## 可能原因
- 生物學因素：
  - 近親通婚減少。（雜種優勢）
  - 營養更佳。
  - 人類的顱頂增大[4]。
- 社會學因素：
  - 較多人得到教育。[5]
  - 社會複雜度提高：當社會更複雜，人們接受的刺激較多。[6]
- 人們更熟習選擇題。[7]
- 如果受試者曾經做過類似的題目，第二次得的分數平均會高5或6點。不過，這個因素影響的程度始終是有上限的。[5]
- 電視、電腦、智慧型手機及圖形使用者界面普及，人們在操作電腦及智慧型手機的過程中，更熟悉智商測驗的部分題目。